# Стахур, Михаил Васильевич
Михаил Васильевич Стахур (укр. Михайло Васильович Стахур; 1932, Ременов — 16 октября 1951, Львов) — украинский националист, казнённый за убийство советского писателя Ярослава Галана.

## Биография
Родился в 1932 году в селе Ременов. Учился в Лесотехническом институте Львова. В рядах ОУН-УПА с 1948 года, обвинялся в организации 9 убийств. Был знаком с униатским священником Денисом Лукашевичем, одним из идеологов ОУН-УПА во Львовской области.
24 октября 1949 года по распоряжению представителя ОУН-УПА Романа Щепанского Стахур получил приказ избавиться от писателя Ярослава Галана, работавшего в газете «Радянська Україна» и публиковавшего статьи и рассказы, направленные против украинского националистического подполья. Напарником Стахура стал Иларий Лукашевич. В тот же день после получения задания и встречи Михаила со своей сестрой Ксенией Сушко, жившей нелегально на Первомайской улице, Стахур и Лукашевич направились в дом №18 на Гвардейской улице, в квартиру №10, где и жил Ярослав Галан. Домработница впустила Лукашевича, которого знала по прежним посещениям. По знаку Лукашевича Стахур напал на Галана и забил его топором, нанеся 11 ударов по голове. После того, как Стахур убедился, что Галан мёртв, он связал домработницу и вместе с Лукашевичем скрылся. Милиция возбудила уголовное дело: МГБ обвинил украинских националистов в совершении убийства, а те, в свою очередь, обвинили МГБ в убийстве Галана и попытке свалить вину на УПА.
К расследованию убийства Галана подключилось МГБ, за ходом следил лично Никита Хрущёв. В 1951 году агент МГБ Богдан Сташинский помог обнаружить беглеца Стахура, внедрившись в его отряд и разузнав у хваставшегося Стахура всю правду. По некоторым данным, агентура МГБ обнаружила Стахура с сообщниками в лесу под Брюховичами, а местные жители подсыпали ему в еду снотворное. 10 июля Стахур был арестован, на суде он полностью признал свою вину и заявил, что осознанно убил Галана за его высказывания в отношения ОУН-УПА и их действий. Домработница Галана опознала убийцу.
16 октября 1951 года военный трибунал Прикарпатского военного округа приговорил Михаила Стахура к смерти через повешение: оглашение приговора в зале суда встретили аплодисментами. Приговор был приведён в исполнение в тот же день. Изначально Стахура должны были повесить на площади перед Львовским оперным театром, вследствие чего у театра началось столпотворение. Однако в последний момент было принято решение повесить Стахура во дворе тюрьмы Бригидки недалеко от театра, в присутствии прокурора, врача и других должностных лиц.